# Oakland Raiders 1977
La stagione 1977 degli Oakland Raiders è stata la ottava della franchigia nella National Football League, la 18ª complessiva. La squadra iniziò l'annate come campione in carica, raggiungendo la finale di conference per il quinto anno consecutivo e la sesta negli ultimi otto anni. Il ritorno al Super Bowl gli fu negato però dai Denver Broncos rivali di division.
I Raiders del 1977 Raiders stabilirono un record del football professionistico tentando 681 corse. Il fullback Mark van Eeghen corse 324 volte per 1.273 yard e il running back Clarence Davis 194 volte per 787 yard.

## Scelte nel Draft 1977
| Scelte dei Raiders nel Draft 1976 |        |                 |       |                  |
| Giro                              | Scelta | Giocatore       | Ruolo | College          |
| 2                                 | 35     | Mike Davis      | DB    | Colorado         |
| 2                                 | 57     | Ted McKnight    | RB    | Minnesota-Duluth |
| 4                                 | 112    | Mickey Marvin   | G     | Tennessee        |
| 5                                 | 126    | Lester Hayes    | DB    | Texas A&M        |
| 5                                 | 139    | Jeff Barnes     | LB    | California       |
| 7                                 | 190    | Rich Martini    | WR    | California-Davis |
| 8                                 | 223    | Terry Robiskie  | RB    | LSU              |
| 12                                | 317    | Rod Martin      | LB    | USC              |
| 12                                | 334    | Rolf Benirschke | K     | California-Davis |

## Roster
| Roster degli Oakland Raiders nel 1977 |
| --- |
| Quarterback - 11 David Humm - 12 Ken Stabler Running Back - 40 Pete Banaszak - 28 Clarence Davis - 31 Carl Garrett - 30 Mark van Eeghen FB Wide Receiver - 25 Fred Biletnikoff - 81 Morris Bradshaw - 21 Cliff Branch - 89 Rich Martini - 49 Mike Siani Tight End - 87 Dave Casper - 88 Ted Kwalick Offensive Linemen - 64 George Buehler G - 50 Dave Dalby C - 70 Henry Lawrence T - 65 Mickey Marvin G - 78 Art Shell T - 66 Steve Sylvester448054 G - 63 Gene Upshaw G - 75 John Vella T Defensive Linemen - 72 John Matuszak DE - 76 Mike McCoy DT - 74 Dave Rowe DT - 60 Otis Sistrunk DE - 67 Pat Toomay DE Linebacker - 39 Willie Hall - 83 Ted Hendricks - 58 Monte Johnson - 53 Rod Martin - 57 Randy McClanahan - 52 Floyd Rice - 41 Phil Villapiano Defensive Back - 43 George Atkinson FS - 24 Willie Brown CB - 20 Neal Colzie FS - 37 Lester Hayes CB - 31 Jack Tatum FS - 26 Skip Thomas CB Special Team - 8 Ray Guy P - 14 Errol Mann K                                  |
| Legenda - I rookie sono in corsivo. - Il primo ruolo è il principale mentre gli eventuali successivi indicano i ruoli secondari. - (IR) sta per Injured Reserve ed indica la lista ristretta per un solo giocatore infortunato che può tornare ad allenarsi dopo la settimana 6 e a rientrare in prima squadra dopo che questa ha giocato 8 partite. - (NF-Inj.) / (NF-Ill.) stanno rispettivamente per Non-Football Injured e Non-Football Illness ed indicano le liste dove viene inserito un giocatore che ha un infortunio o una malattia non dipendente dal football americano. - (PUP) sta per Physically Unable to Perform ed indica la lista dove viene inserito un giocatore mentre è in attesa di recuperare la condizione fisica. Nella stagione regolare dopo la sesta partita giocata dalla propria squadra, il giocatore ha tempo tre settimane per riprendere ad allenarsi, più tre settimane aggiuntive dal suo rientro agli allenamenti per rientrare in prima squadra. |

## Calendario
| Stagione regolare |                        |           |
| Turno             | Avversario             | Risultato |
| 1                 | San Diego Chargers     | V 24–0    |
| 2                 | at Pittsburgh Steelers | V 16–7    |
| 3                 | at Kansas City Chiefs  | V 37–28   |
| 4                 | at Cleveland Browns    | V 26–10   |
| 5                 | Denver Broncos         | S 30–7    |
| 6                 | at New York Jets       | V 28–27   |
| 7                 | at Denver Broncos      | V 24–14   |
| 8                 | Seattle Seahawks       | V 44–7    |
| 9                 | Houston Oilers         | V 34–29   |
| 10                | at San Diego Chargers  | S 12–7    |
| 11                | Buffalo Bills          | V 34–13   |
| 12                | at Los Angeles Rams    | S 20–14   |
| 13                | Minnesota Vikings      | V 35–13   |
| 14                | Kansas City Chiefs     | V 21–20   |

### Playoff

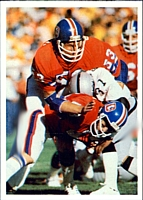
I Raiders contro i Broncos nella finale della AFC 1977-1978

Oakland raggiunse i playoff come wild card nel 1977 e vinse i divisional playoff contro i Baltimore Colts. In quella gara Errol Mann prima pareggiò con un field goal allo scadere poi, nel secondo tempo supplementare,, Dave Casper segnò il touchdown della vittoria touchdown, in un'azione passata alla storia come Ghost to the Post. La settimana successiva i Raiders persero la finale della AFC Championship per 20–17 a Denver.
| Playoff          |                  |                    |           |          |
| Turno            | Data             | Avversario         | Risultato | Pubblico |
| Divisional       | 24 dicembre 1977 | at Baltimore Colts | V 37–31   | 60.763   |
| AFC Championship | 1º gennaio 1978  | at Denver Broncos  | S 20–17   | 74.982   |

## Classifiche
| AFC West Division  |    |    |   |      |     |      |     |     |     |
|                    | V  | S  | P | %    | DIV | CONF | PF  | PS  | STR |
| Denver Broncos(1)  | 12 | 2  | 0 | .857 | 6–1 | 11–1 | 274 | 148 | S1  |
| Oakland Raiders(4) | 11 | 3  | 0 | .786 | 5–2 | 10–2 | 351 | 230 | V2  |
| San Diego Chargers | 7  | 7  | 0 | .500 | 3–4 | 6–6  | 222 | 205 | S2  |
| Seattle Seahawks   | 5  | 9  | 0 | .357 | 1–3 | 4–9  | 282 | 373 | V2  |
| Kansas City Chiefs | 2  | 12 | 0 | .143 | 1–6 | 1–11 | 225 | 349 | S6  |